# Rosana Paulino
Rosana Paulino (São Paulo, 1967) é uma artista multimídia brasileira, educadora e curadora. . É doutora em Artes Visuais pela Escola de Comunicações e Artes da Universidade de São Paulo e especialista em gravura pelo London Print Studio.

## Biografia e obra
Suas obras têm como foco principal as questões sociais, de etnia e de gênero que dizem respeito à mulher negra na sociedade brasileira. Nesse sentido, sua produção busca questionar os estereótipos de beleza e comportamento que historicamente estão associados às mulheres negras e mestiças. Chamam a atenção também para a violência dirigida à população negra, intermediando uma reflexão crítica sobre a contemporaneidade e a vida da própria artista.
| “ | Rosana Paulino está inserida no que a pesquisadora Kátia Canton chama de “Novíssima Arte Brasileira” (2001) em publicação de sua tese de doutorado, ao citar a artista como integrante da chamada “Geração Noventa”. Ao observar características presentes na recente produção contemporânea, destaca tópicos extremamente relevantes para a compreensão e o estudo da obra de Rosana enquanto manifestação de grupos sociais como o afrobrasileiro. Esses tópicos são descritos como: Noções de herança e referência; A memória física e psíquica: resistência contra a apatia e a “amnésia” gerada pela mídia; O corpo: de simulacros, em sua identidade e sexualidade; Arte política, questões individuais e ambiente urbano: estranhamento diante de si, a violência e a vida nas cidades (processo de individualização); Sensibilidade feminina: dimensão intimista, domesticada. | ” |

Suas obras apresentam a mescla de algumas técnicas artísticas, se apresentando como esculturas-objeto, escultura-gravura, fotografia-pintura e instalações.  
Em 2018, após 25 anos de carreira, foi a primeira artista negra brasileira a ganhar uma exposição individual na Pinacoteca do Estado de São Paulo. Onde apresentou a exposição itinerante "A Costura da Memória", que também passou pelo Museu de Arte do Rio (MAR). A exposição trata das questões decoloniais e de gênero no Brasil.
Os trabalhos de Rosana Paulino apresentam diversos formatos em obras com a temática da questão racial, em especial a da mulher. Ao falar sobre o preconceito racial no Brasil e reparação histórica da população negra, de acordo com a entrevista, a artista informa que está mais próxima ao pensamento "afropessimismo" em que não há possibilidade de reparação histórica. O que é possível é trazer novos olhares para o futuro, pois esse ainda pode ser alterado..
| “                | A sociedade, em qualquer parte do mundo, valoriza menos as vidas negras. É como se ela tivesse até hoje uma sub-humanidade. Se você vê uma criança negra morrendo, isso choca menos que uma criança branca. Mas a gente pode tentar mudar o futuro”, afirma Maíra. É nesse sentido que a pesquisadora vê uma dimensão ética na obra de Rosana Paulino. A poética da artista é construída com base na subversão de elementos e narrativas racistas, que são reflexos da mentalidade da época, além de serem, eles próprios, instrumentos de opressão. Ao alterar essas imagens e criar novos sentidos que enfrentam o racismo, Rosana Paulino adota uma posição ética, vislumbrando um futuro em que a violência e subjugação contra o corpo negro deixem de ser uma realidade. | ” |
| — Rosana Paulino | |   |

Rosana Paulino é integrante do Comitê Consultivo do Programa Cátedra Pequena África, na Casa Escrevivência, no bairro da Saúde, Rio de Janeiro. Parceria da Fundação Getulio Vargas e a Prefeitura do Rio de Janeiro. O projeto tem como objetivo estimular debates interdisciplinares sobre temas sociais, culturais e acadêmicos, a serem propostos por titulares negras/negros, com reconhecida trajetória na criação de pensamento, assim como na influência em políticas e programas públicos. A gestão tríade do primeiro ano do programa é composta por: Rosana Paulino, artista plástica; Inaicyra Falcão, professora e cantora lírica; e Leda Maria Martins, poetisa.

## Espiritualidade
No programa Descriarte Podcast, Rosana Paulino falava da motivação que a fez criar as séries "Búfala", "Senhora das Plantas" e "As Jatobás": mostrar uma psicologia do povo negro, que segundo ela é muito invisibilizado na história da psicanálise. Nesse momento, ela fala um pouco sobre sua espiritualidade:
| “ | É uma conversa com a natureza, mas é também do racismo, né? Essa série de obras surge do fato de que quando a gente vai falar da psicologia da mulher negra. A psicologia não trata da mulher negra. (...) Outro dia vi um livro Baralho das deusas, tem deusa até da polinésia, do ártico e não tem uma negra. Não tem o Oxum, não tem uma Iansã e eu psicologicamente sou muito complexa, porque eu sou filha de Ogum com Iansã. Sou filha de dois santos de guerra. Então essa força inclusive pra me impor , pra falar : 'Não, o trabalho é esse mesmo!' | ” |

## Exposições
- 2024/2025 - Novas Raízes, Casa Museu Eva Klabin, Rio de Janeiro[14]
- 2019 - Rosana Paulinho: a costura da memória, Museu de Arte do Rio – MAR, Rio de Janeiro[15]
- 2018/2019 - Rosana Paulinho: a costura da memória, Pinacoteca do Estado de São Paulo[16], São Paulo
- 2016 - Atlântico Vermelho, Galeria Superfície, São Paulo
- 2015/2016 - Territórios: Artistas Afrodescendentes no Acervo da Pinacoteca[17] , Pinacoteca do Estado de São Paulo, São Paulo
- 2014 - Mulheres Negras – Obscure Beuaté Du Brésil. Espace Cultural Fort Grifoon à Besançon, França
- 2013 -  Assentamento [18] Museu de Arte Contemporânea de Americana, São Paulo
- 2010 - Tecido Social - Galeria Virgílio, São Paulo[19]
- 2007 - Mulheres Artistas / Olhares Contemporâneos, Museu de Arte Contemporânea da Universidade de São Paulo, (MAC/USP), São Paulo
- 2000 - +500 Mostra do Redescobrimento - Arte Afro-Brasileira - Fundação Bienal de São Paulo, São Paulo
- 1995 - Os Herdeiros da Noite: fragmentos do imaginário negro, Centro Cultural de Belo Horizonte, Minas Gerais
- 1995 - Os Herdeiros da Noite: fragmentos do imaginário negro, Pinacoteca do Estado de São Paulo, São Paulo
- 1994 - Os Herdeiros da Noite: fragmentos do imaginário negro, Espaço Cultural SOS Sul, Brasília

## Prêmios
- Fundação Rockefeller (2014)
- CAPES (2008-2011)
- Fundação Ford (2006-2008) [20]

## Coleções
A artista possui obras no acervo de importantes museus como
- Museu de Arte Moderna de São Paulo (MAM-SP), São Paulo, Brasil[21]

- Museu Afro Brasil, São Paulo, Brasil[22]

- Pinacoteca do Estado de São Paulo, São Paulo, Brasil(1983)

- Museu de Arte da Universidade do Novo México (UNM), Novo México, Estados Unidos

## Curadoria
2017/2018 - Poéticas Negras: No Martins, Senac Lapa Scipião, São Paulo

## Galeria de imagens

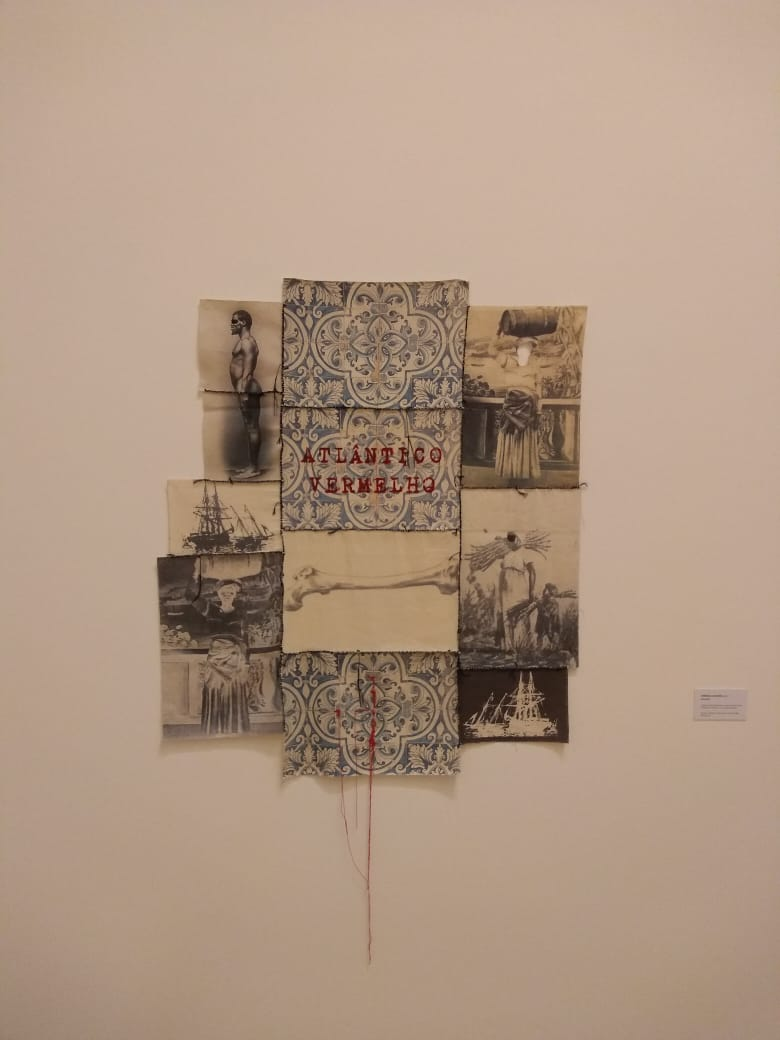
Obra "Atlântico Vermelho"
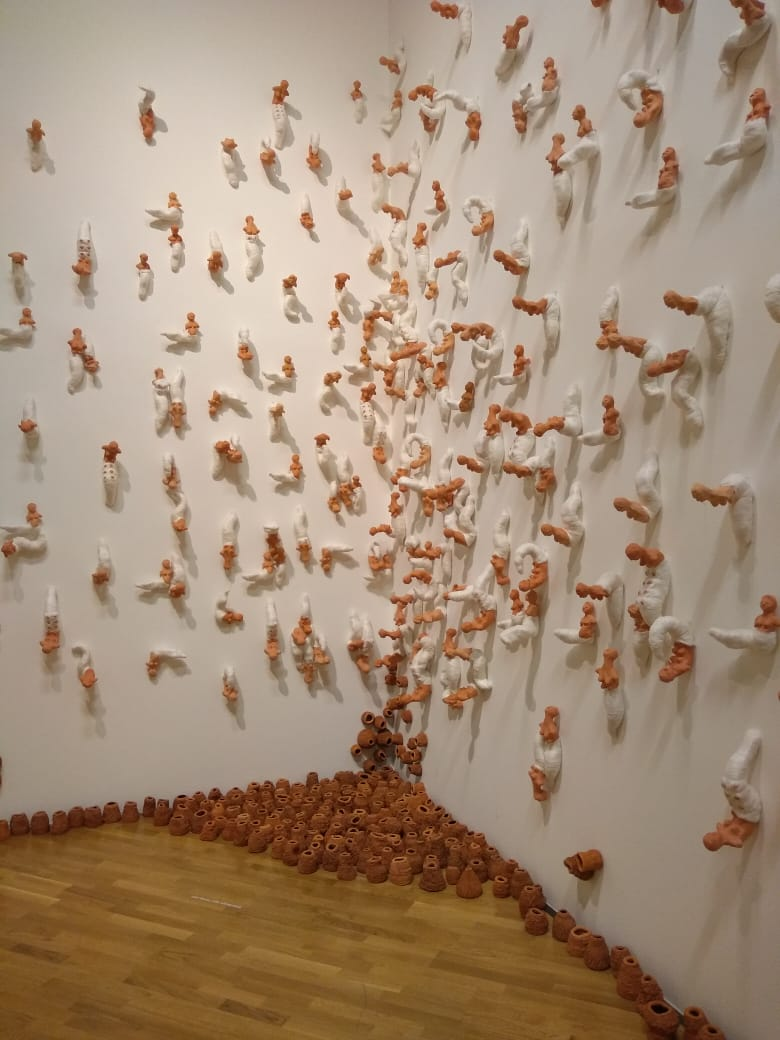
Obra "Tecelãs"
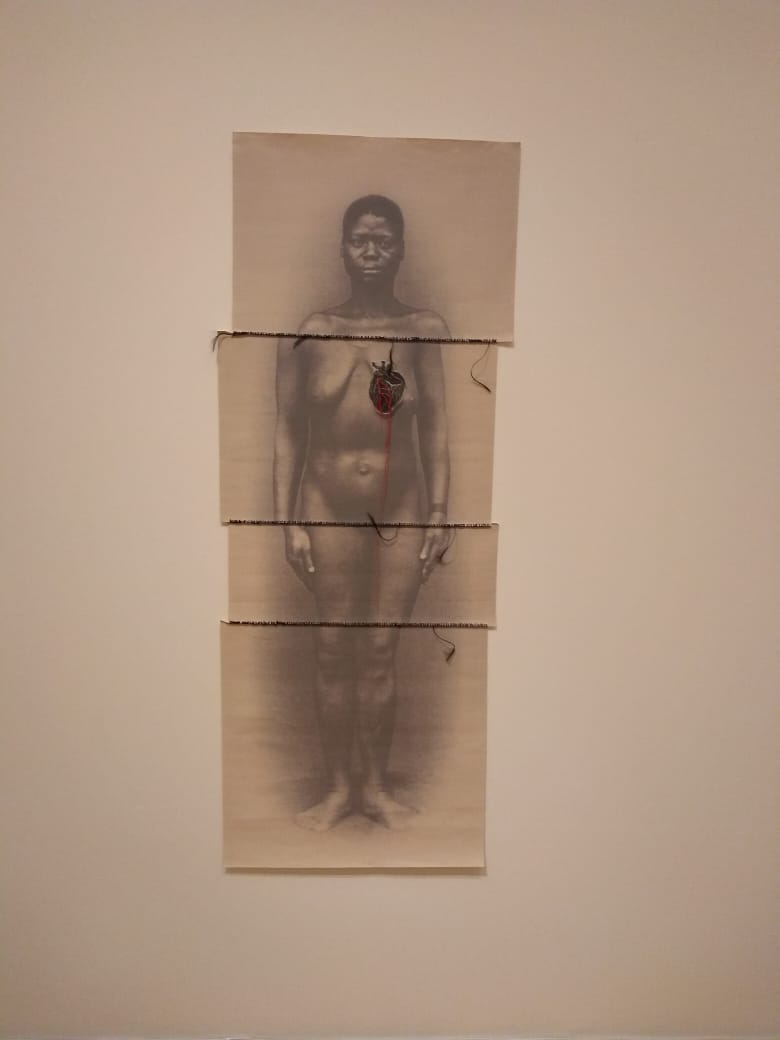
Obra da série "Assentamentos"